# Mike Newlin
Michael F. Newlin, detto Mike (Portland, 2 gennaio 1949), è un ex cestista statunitense, professionista nella NBA.

## Carriera
Venne selezionato dai San Diego Rockets al secondo giro del Draft NBA 1971 (24ª scelta assoluta).